# Real Live Roadrunning
Real Live Roadrunning är ett livealbum av Mark Knopfler och Emmylou Harris, utgivet i november 2006. Det spelades in den 28 juni 2006 i Gibson Amphitheatre i Kalifornien. Låtarna är hämtade från deras gemensamma album All the Roadrunning, utgivet tidigare samma år, samt från deras respektive solokarriärer och från Knopflers tidigare band Dire Straits.
Till albumet följde också en konsertfilm i DVD-format.

## Låtlista
Samtliga låtar skrivna av Mark Knopfler, om annat inte anges.

### CD
1. "Right Now" - 4:53
2. "Red Staggerwing" - 4:54
3. "Red Dirt Girl" (Emmylou Harris) - 4:32
4. "Done With Bonaparte" - 5:17
5. "Romeo and Juliet" - 9:13
6. "All That Matters" - 3:21
7. "This Is Us" - 5:19
8. "All the Roadrunning" - 5:20
9. "Boulder to Birmingham" (Bill Danoff/Emmylou Harris) - 3:40
10. "Speedway at Nazareth" - 6:59
11. "So Far Away" - 4:43
12. "Our Shangri-La" - 7:56
13. "If This Is Goodbye" - 4:54
14. "Why Worry" - 4:10

### DVD
1. "Right Now"
2. "Red Staggerwing"
3. "Red Dirt Girl" (Emmylou Harris)
4. "I Dug Up a Diamond"
5. "Born to Run" (Paul Kennerley)
6. "Done with Bonaparte"
7. "Romeo and Juliet"
8. "Song for Sonny Liston"
9. "Belle Starr" (Emmylou Harris)
10. "This Is Us"
11. "All the Roadrunning"
12. "Boulder to Birmingham" (Bill Danoff/Emmylou Harris)
13. "Speedway at Nazareth"
14. "So Far Away"
15. "Our Shangri-La"
16. "If This Is Goodbye"
17. "Why Worry"

## Bandmedlemmar

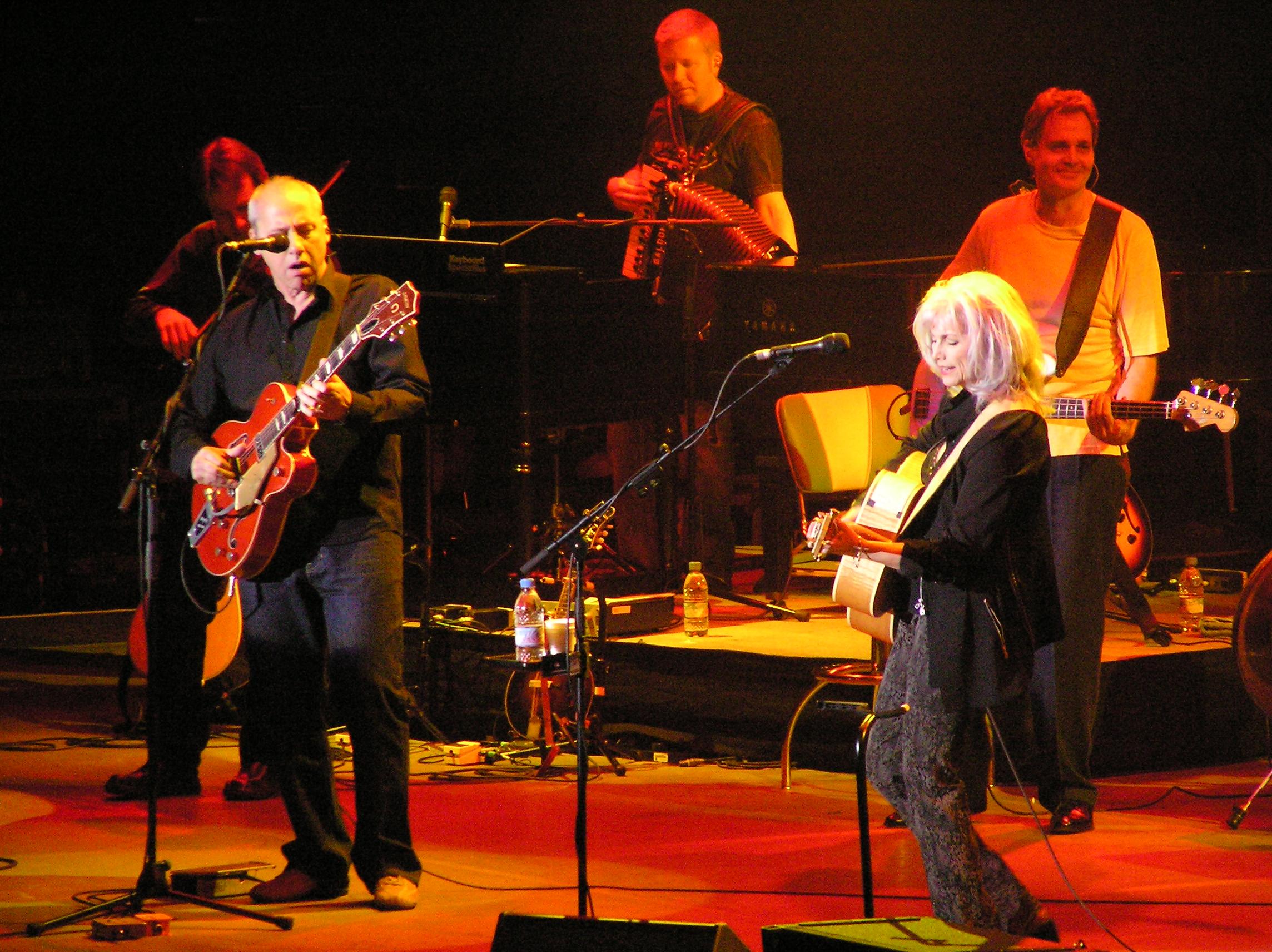

- Mark Knopfler – gitarr, sång
- Emmylou Harris – gitarr, sång
- Guy Fletcher – keyboards
- Richard Bennett – gitarr
- Glenn Worf – bas
- Danny Cummings – trummor
- Matt Rollings – keyboards
- Stuart Duncan – fiddle, mandolin